# Amor bandido
Amor bandido es una película de thriller erótico y romántico argentino de 2021 dirigida por Daniel Werner. Narra la historia de amor de un estudiante de secundaria que decide escaparse junto a su profesora para hacer posible su relación sexoafectiva. Está protagonizada por Renato Quattordio, Romina Ricci, Rafael Ferro, Mónica Gonzaga y Sergio Prina. La película tuvo su estreno mundial el 18 de marzo de 2021 durante el Buenos Aires Festival Internacional de Cine Independiente y luego tuvo su lanzamiento limitado en las salas de cines de Argentina y en CINE.AR el 7 de octubre de 2021 bajo la distribución de APIMA Distribución.
La película tuvo una acogida favorable por parte de la crítica especializada, quienes elogiaron la actuación de Quattordio, Ricci y Ferro, así como el guion y la historia. En el sitio web Todas las críticas tiene un porcentaje de aprobación del 63%.

## Sinopsis
Retrata la historia de Joan (Renato Quattordio), un joven de 16 años, que proviene de una familia adinerada y asiste a un reconocido colegio, donde se enamora de Luciana (Romina Ricci), la profesora de artes con quien toma la decisión de escaparse a una casona en Córdoba para dar rienda suelta a su amor, pero durante su estadía Joan descubrirá  que ha caído en una trampa y deberá luchar para salvar su vida a partir de la llegada de Gustavo (Rafael Ferro) a la casa, quien también resulta ser un hombre de interés para Luciana.

## Reparto
- Renato Quattordio como Joan Urquijo
- Romina Ricci como Luciana Santander
- Rafael Ferro como Gustavo
- Mónica Gonzaga como Lucía
- Sergio Prina como Román
- Susana Manchini como Inés
- Carlos Mena como Roberto Urquijo
- Rafael Fernández como Lucas
- Philippe Lecuyer como Claude
- Patricio Penna como Hernán
- Santiago Stieben como Preceptor
- Inés Asensio como Compañera de Joan
- Jorge Prado como Comisario

## Recepción

### Comentarios de la crítica
La película recibió críticas positivas por parte de la prensa. Diego Brodersen del diario Página/12 calificó a la película con un 6 y dijo que «Werner maneja con cierto profesionalismo los hilos del suspenso y, a pesar de que Amor bandido se monta en gran medida sobre clichés vistos y oídos en millones de ocasiones previas, los ochenta minutos avanzan velozmente hacia el desenlace». Por su parte, Adolfo C. Martínez del diario La Nación catalogó al filme de «bueno» logró retratar en el largometraje «una historia que habla de la búsqueda del amor en medio del paso de la niñez a la adolescencia» y valoró tanto la actuación de Quattordio como de Ricci, diciendo que apuntalan con eficiencia en la historia, la cual transita por caminos ya muy recorridos en el género, pero que aquí sus interpretación logran interesar por su crudeza y por las manipulaciones que rodean a sus personajes centrales. Juan Pablo Russo de Escribiendo Cine puntuó a la cinta con un 8 y destacó que «uno de los grandes logros de la película es un guion que no deja cabos sueltos» y agregó que «que se complementa visualmente con la sugestiva fotografía de Manuel Rebella» que resulta en una grata sorpresa. Pedro Squillaci del diario La Capital le dio a la película una calificación «regular», comentando que «no cumple lo que promete y queda a mitad de camino entre la historia de amor, el thriller y, mucho más, entre el supuesto relato hot», sin embargo, valoró las actuaciones de Ferro y Quattordio diciendo que el primero hace «una gran labor», mientras que el segundo demuestra «una composición lograda», pero cuestionó que al guion «le faltó sutileza para describir los desencantos del adolescente y expuso una mutación forzada en el cierre de la historia».
Por otra parte, Ezequiel Boetti de Otros Cines recalcó que «el resultado es un film irregular pero impredecible, un curioso relato hecho de cursilería y sequedad, amor adolescente y crudeza». Ricardo Ottone del sitio web Subjetiva comentó que «el film se sostiene sobre todo en su elenco principal, en las convincentes actuaciones de Quattordio y Richi, su pareja protagónica, y en las del tercero en discordia interpretado por Rafael Ferro, quien viene a inyectar sordidez y violencia», pero que «su problema mayor es que a partir de cierto punto se vuelve predecible y toma casi todas las decisiones más o menos esperables».

### Premios y nominaciones
| Lista de premios y nominaciones | Lista de premios y nominaciones                 | Lista de premios y nominaciones | Lista de premios y nominaciones | Lista de premios y nominaciones | Lista de premios y nominaciones |
| Año                             | Organización                                    | Categoría                       | Nominado/a(s)                   | Resultado                       | Ref(s)                          |
| ------------------------------- | ----------------------------------------------- | ------------------------------- | ------------------------------- | ------------------------------- | ------------------------------- |
| 2021                            | Festival Internacional de Cine de Puerto Madryn | Mejor ópera prima               | Amor bandido                    | Nominado                        | [ 10 ]                          |
| 2021                            | Festival Internacional de Cine de Puerto Madryn | Mejor actor                     | Renato Quattordio               | Ganador                         | [ 10 ]                          |
| 2021                            | Festival Internacional de Cine de Puerto Madryn | Premio del público              | Amor bandido                    | Ganador                         | [ 10 ]                          |
| 2021                            | Premios Sur                                     | Mejor actor de reparto          | Sergio Prina                    | Nominado                        | [ 11 ]                          |